# Miroslav Knapek
Miroslav Knapek (* 3. března 1955 Brno), je bývalý český veslař.
V roce 1972 získal ve čtyřce s kormidelníkem zlatou medaili na mistrovství světa juniorů ve veslování v Miláně.
Startoval na LOH 1976 v Montrealu, kde ve dvojce bez kormidelníka společně s Vojtěchem Caskou obsadili 6. místo.
Na moskevské olympiádě v roce 1980, opět ve dvojce bez kormidelníka, tentokrát společně s Miroslavem Vraštilem skončil na 5. místě.
Je otcem veslařky–skifařky, olympijské vítězky ve skifu z LOH 2012 v Londýně,
mistryně světa pro rok 2011, vítězky Světového poháru 2002 a 2009, mistryně Evropy z let 2008, 2011, 2013, 2014 a 2015,
akademické mistryně světa 2002 a také několikanásobné mistryně České republiky Miroslavy Topinkové Knapkové.
V roce 2015 byl spolu s Vojtěchem Caskou uveden do Sportovní síně slávy města Brna.